# Український Народний Комітет
Український Народний Комітет — політичне представництво американських українців у 1918–1922.
Спершу діяв як ширший виконавчий комітет Української Ради, яка гуртувала церковні організації, Український Народний Союз та низку культурних товариств на противагу до Української Федерації у США.
Головою Українського Народного Комітету був о. П. Понятишин, адміністратор Греко-Католицької Церкви в США, а секретарем — Володимир Лотоцький. Ширшу базу для Українського Народного Комітету дав «народний з'їзд» у Нью-Йорку 16-17 січня 1919.
Український Народний Комітет вів широку діяльність на користь українських змагань за державність: видавав різні публікації, збирав фінансові засоби, контактувався з американським урядом; у Вашингтоні й Нью-Йорку утримував інформаційні бюра; був членом Середньо-Європейської Унії (голова Т. Масарик) і Ліґи Чотирьох Народів (українці, литовці, естонці і латиші).
У 1919 році Український Народний Комітет вислав до Парижу на Мирову конференцію делегацію у складі К. Білика і конгресмена Джейма М. Гемила. Український Народний Комітет ліквідувався 1922, коли утворено ширшу координаційну централю — Об'єднання Українських Організацій в Америці.